# 五條真由美
五條 真由美（ごじょう まゆみ、1972年2月12日 - ）は、日本の歌手。
茨城県水戸市出身。キュア・カルテット、Project.Rのメンバー。エルアンドエル・ビクターエンタテインメント所属。

## 来歴
茨城県水戸市出身、茨城県立水戸第二高等学校卒。実家は創業40周年以上を迎える茶舗（お茶の小売業者）である。
大学卒業後に一般企業へ就職し、仕事帰りにボイストレーニング教室へ通う。教室から仮歌、バックコーラスの仕事の依頼を受けるようになる。後に一般企業を退社。教室の先生から松原みきを紹介してもらったのをきっかけに、『おジャ魔女どれみ』挿入歌「魔法でチョイ2」で、実質上のデビュー。
その後、別名義でのバックコーラスなども含めて様々な仕事を手がけ、『ふたりはプリキュア』オープニング主題歌「DANZEN! ふたりはプリキュア」でラジオ関西賞（主題歌賞）を受賞するなど一躍有名となった。
長らくLove&Light所属であったが、同社がJVCケンウッド・ビクターエンタテインメントグループとの合弁会社エルアンドエル・ビクターエンタテインメント（LLV）を設立し、2018年3月末で業務を移管したことから、現在はLLV所属となっている。

## 人物
- ニックネームは「まいこ」「まい」など。幼少期からのあだ名である[6]。
- プリキュア仲間のうち、 うちやえゆか、榎本温子、樹元オリエとは、ラジオやイベント、ライブで共演したりするなど特に交友が深い[7][8]。また、この4人でライブイベント『よにんでSUPER☆TEUCHI☆LIVE』を定期的に開催している。

## 作品

### アニメ主題歌など
『おジャ魔女どれみ』シリーズ
おジャ魔女どれみ おジャ魔女CDくらぶ その1 ボーカルコレクション
1999年4月21日（バンダイ・ミュージックエンタテインメント）
- ピリカピリ・ラッキー!
作詞：柚木美祐 / 作曲：松原みき / 編曲：坂本昌之
- 魔法でチョイ2
作詞・作曲：松原みき / 編曲：MT-DRIVE
- 10秒かぞえて
作詞：柚木美祐 / 作曲・編曲：坂本昌之

も〜っと!おジャ魔女どれみ すい〜とソングコレクション!!
2001年5月23日（マーベラスエンターテイメント）
- ガンバリマス〜ッ!!
作詞・作曲：松原みき / 編曲：坂本昌之
- ミラクル☆パワー
作詞・作曲：松原みき / 編曲：安井歩

も〜っと!おジャ魔女どれみ おジャ魔女・パジャマミュージックトーク!!
2001年8月22日（マーベラスエンターテイメント）
- カエルが一つなきゃ（映画『も〜っと!おジャ魔女どれみ 〜カエル石のひみつ〜』挿入歌）
作詞：栗山緑 / 作曲：池毅 / 編曲：信田かずお

おジャ魔女どれみドッカ〜ン! CDくらぶ その2 おジャ魔女ドッカ〜ン! ソングライブラリィ!!
2002年6月21日（マーベラスエンターテイメント）
- おジャ魔女 is No.1!
作詞：柚木美祐 / 作曲：柘植由秀 / 編曲：掛橋誠一
- 気合い一発キメちゃえ乙女!
作詞：大森祥子 / 作曲：浅田直 / 編曲：安井歩

OVA『うさぎちゃんでCue!!』
うさぎちゃんでCue!!
2001年11月9日（ケイエスエス）
- もう一度エナジー（オープニング主題歌）
作詞：及川眠子 / 作曲：chihiro / 編曲：上田益

OVA『エルフィーナ〜淫夜へと売られた王国で…〜THE ANIMATION』
エルフィーナ〜淫夜へと売られた王国で…〜THE ANIMATION
2003年
- From Deep Forest（エンディング主題歌）
作詞：六ツ見純代 / 作曲：信田かずお / 編曲：信田かずお

プリキュアシリーズ
DANZEN! ふたりはプリキュア
2004年3月24日（マーベラスエンターテイメント）
- DANZEN!ふたりはプリキュア（『ふたりはプリキュア』オープニング主題歌）
作詞：青木久美子 / 作曲：小杉保夫 / 編曲：佐藤直紀
- ゲッチュウ! らぶらぶぅ?!（エンディング主題歌）
作詞：青木久美子 / 作曲・編曲：佐藤直紀

ふたりはプリキュア ボーカルアルバム DUAL VOCAL WAVE! 〜ありったけの笑顔で〜
2004年9月24日（マーベラスエンターテイメント）
- 雨のち天晴れ
作詞：青木久美子 / 作曲：小杉保夫 / 編曲：佐藤直紀
- キュア・アクション
作詞：里乃塚玲央 / 作曲・編曲：渡辺宙明
- 好きなのに…ビミョー!!
作詞：青木久美子 / 作曲：小杉保夫 / 編曲：佐藤直紀
- プリティー・エクササイズ
作詞：里乃塚玲央 / 作曲・編曲：渡辺宙明 / 歌：本名陽子、ゆかな、五條真由美

ふたりはプリキュア ボーカルアルバム2 VOCAL RAINBOW STORM!! 〜光になりたい〜
2004年12月22日（マーベラスエンターテイメント）
- プリキュアテンション BING BING BANG BANG!
作詞・作曲：YOFFY / 編曲：YOFFY、大石憲一郎
- 情熱!∞
作詞：六ツ見純代 / 作曲：小杉保夫 / 編曲：大石憲一郎

DANZEN!ふたりはプリキュア （Ver. Max Heart）
2005年2月25日（マーベラスエンターテイメント）
- DANZEN!ふたりはプリキュア (Ver. Max Heart)（『ふたりはプリキュア Max Heart』オープニング主題歌）
- ムリムリ!ありあり!!INじゃあな〜い?!（前期エンディング主題歌）
作詞：青木久美子 / 作曲・編曲：佐藤直紀

心のチカラ（劇場版『ふたりはプリキュア Max Heart』）
2005年5月25日（マーベラスエンターテイメント）
- 希望の涙 〜Tears for tomorrow〜
作詞：六ツ見純代 / 作曲：浅田直 / 編曲：加藤みちあき

ふたりはプリキュア Max Heart ボーカルアルバム EXTREAM VOCAL LUMINARIO!! 〜同じ夢見て〜
2005年10月21日（マーベラスエンターテイメント）
- 大好きがいっぱい
作詞：大森祥子 / 作曲・編曲：大石憲一郎
- ☆A Wish of a Heart☆
作詞：青木久美子 / 作曲：浅田直 / 編曲：加藤みちあき

ギャグ100回分愛してください（劇場版『ふたりはプリキュア Max Heart2 雪空のともだち』）
2005年11月23日（マーベラスエンターテイメント）
- Crystal
作詞：大森祥子 / 作曲：nishi-ken / 編曲：樫原伸彦

ワンダー☆ウインター☆ヤッター!!
2005年11月23日（マーベラスエンターテイメント）
- ワンダー☆ウインター☆ヤッター!!（後期エンディング主題歌）
作詞：青木久美子 / 作曲：間瀬公司 / 編曲：佐藤直紀
- 木枯しのDing Dong
作詞：大森祥子 / 作曲：間瀬公司 / 編曲：樫原伸彦

ふたりはプリキュア Max Heart ボーカルアルバム2 〜「あ」から始まる愛コトバ〜
2005年12月22日（マーベラスエンターテイメント）
- チャレンジ☆チェンジ
作詞：青木久美子 / 作曲：池田森 / 編曲：樫原伸彦 / 歌：五條真由美 with 本名陽子、ゆかな

ふたりはプリキュア Max Heart オリジナル・サウンドトラック プリキュアサウンドスクリュー! Max!!Spark!!
2006年1月25日（マーベラスエンターテイメント）
- 旅立ちの朝に
作詞：青木久美子 / 作曲：小杉保夫

まかせて★スプラッシュ☆スター★
2006年2月22日（マーベラスエンターテイメント）
- 「笑うが勝ち!」でGO!（『ふたりはプリキュア Splash Star』前期エンディング主題歌）
作詞：青木久美子 / 作曲：高取ヒデアキ / 編曲：家原正樹

ふたりはプリキュア Splash Star VocalアルバムI 〜Yes! プリキュアスマイル♪〜
2006年7月21日（マーベラスエンターテイメント）
- blessing
作詞：青木久美子 / 作曲：高取ヒデアキ / 編曲：籠島裕昌 / 歌：うちやえゆか、五條真由美
- エガオノチカラ
作詞：只野菜摘 / 作曲：小杉保夫 / 編曲：SOMEHOW'S

ガンバランスdeダンス
2006年10月4日（マーベラスエンターテイメント）
- ガンバランスdeダンス（後期エンディング主題歌）
作詞：青木久美子 / 作曲：小杉保夫 / 編曲：家原正樹 / 歌：五條真由美 with フラッピ & チョッピーズ
- Pa!っとハレバレじゃん♪
作詞：青木久美子 / 作曲：高取ヒデアキ / 編曲：籠島裕昌、川瀬智 / 歌：樹元オリエ、榎本温子、うちやえゆか、五條真由美

ふたりはプリキュア Splash Star VocalアルバムII 〜奇跡の雫〜
2006年11月22日（マーベラスエンターテイメント）
- ピカピカ・ヒーリング
作詞：只野菜摘 / 作曲：百田忠正 / 編曲：佐藤和朗
- Girl's Work
作詞：青木久美子 / 作曲・編曲：岩切芳郎 / 歌：樹元オリエ、榎本温子、うちやえゆか、五條真由美

五條真由美ボーカルベスト from ふたりはプリキュア
2007年6月6日（マーベラスエンターテイメント）
1. DANZEN!ふたりはプリキュア
2. キュア・アクション
3. プリキュアテンション BING BING BANG BANG!
4. 情熱!∞
5. ゲッチュウ!らぶらぶぅ?!
6. DANZEN!ふたりはプリキュア (Ver. Max Heart)
7. ムリムリ!ありあり!!INじゃあな〜い?!
8. ☆A Wish of a Heart☆
9. 木枯しのDing Dong
10. ワンダー☆ウインター☆ヤッター!!
11. まかせて★スプラッシュ☆スター★ (cover version)
作詞：青木久美子 / 作曲：小杉保夫 / 編曲：家原正樹
12. エガオノチカラ
13. 「笑うが勝ち!」でGO!
14. ピカピカ・ヒーリング
15. 旅立ちの朝に (Piano Version)

Yes!プリキュア5GoGo! ボーカルアルバム1 My dear friend 〜プリキュアからの招待状〜
2008年8月6日（マーベラスエンターテイメント）
- Rose in rose
作詞：青木久美子 / 作曲：浅田直 / 編曲：神津裕之

ハピネスチャージプリキュア! オリジナル・サウンドトラック1 プリキュア・サウンド・チャージ!!
2014年5月21日（マーベラスAQL）
- （楽曲のコーラスパートを担当）
作曲：高木洋

プリキュアたいそう&プリキュア音頭〜スマイルWink〜
2015年8月19日（マーベラス）
- プリキュア音頭〜スマイルWink〜
作詞：青木久美子 / 作曲：高取ヒデアキ / 編曲：籠島裕昌

魔法つかいプリキュア! オリジナル・サウンドトラック1 プリキュア♡ミラクル☆サウンド!!
2016年5月25日（マーベラス）
- （楽曲のコーラスパートを担当）
作曲：高木洋

みんなで歌おうプリキュアパーティー!
2016年9月28日（マーベラス）
- ハッピーバースデーLOVE
作詞：Funta3 / 作曲・編曲：Funta7 / 歌：五條真由美&宮本佳那子

『映画 魔法つかいプリキュア!』 オリジナル・サウンドトラック
2016年10月26日（マーベラス）
- 鮮烈!キュアモフルン（『映画 魔法つかいプリキュア! 奇跡の変身!キュアモフルン!』挿入歌）
作詞：東堂いづみ / 英訳詞：スワベック・コバレフスキ / 作曲・編曲：高木洋

DANZEN! ふたりはプリキュア〜唯一無二の光たち〜
- DANZEN! ふたりはプリキュア〜唯一無二の光たち〜（『映画 HUGっと!プリキュア♡ふたりはプリキュア オールスターズメモリーズ』エンディングテーマ）
作詞：青木久美子 / 作曲：小杉保夫 / 編曲：高木洋
- リワインドメモリー（『映画 HUGっと!プリキュア♡ふたりはプリキュア オールスターズメモリーズ』挿入歌）
作詞：咲岡里奈 / 作曲・編曲：三好啓太 / 歌：五條真由美・宮本佳那子

スター☆トゥインクルプリキュア イメージソングファイル
2019年8月21日（マーベラス）
- Five Colors
作詞：上田真子 / 作曲・編曲：隠田遼平 / 歌：北川理恵、五條真由美

ヒーリングっど♥プリキュア ボーカルアルバム 〜Voice of life〜
2020年7月8日（マーベラス）
- シェアして!プリキュア
作詞：青木久美子 / 作曲・編曲：三好啓太

ココロデリシャス
2022年8月24日（マーベラス）
- NO PRIDE, NO LIFE!
作詞：マイクスギヤマ / 作曲・編曲：深澤恵梨香 / 歌：北川理恵、Machico、五條真由美

プリキュアオールスターズシリーズ
『ちょ〜短編 プリキュアオールスターズ GoGoドリームライブ』
主題歌『DANZEN!まかせて☆フル・スロットルGOGO!!』
作曲：小杉保夫・間瀬公司、歌：五條真由美・うちやえゆか・工藤真由
『映画 プリキュアオールスターズDX みんなともだちっ☆奇跡の全員大集合!』
オープニング『キラキラkawaii!プリキュア大集合♪』
作詞：青木久美子、作曲：小杉保夫、編曲：大石憲一郎、歌：五條真由美 with キュア・デラックス（うちやえゆか、工藤真由、宮本佳那子、茂家瑞季、林桃子）
エンディング『プリキュア、奇跡デラックス』
作詞：只野菜摘、作曲：岩崎貴文、編曲：大石憲一郎、歌：工藤真由 with キュア・デラックス （五條真由美 、うちやえゆか、宮本佳那子、茂家瑞季、林桃子）
『映画 プリキュアオールスターズ 春のカーニバル♪』
『イマココカラ』歴代プリキュア歌手バージョン（BD/DVD特装版同梱）
作詞：青木久美子、作曲：高取ヒデアキ、編曲：籠島裕昌、歌：五條真由美・うちやえゆか・池田彩・二場裕美
『映画 プリキュアオールスターズ みんなで歌う♪奇跡の魔法!』
挿入歌『やっと会えたね!』
作詞：森雪之丞、作曲：高取ヒデアキ、編曲：籠島裕昌、歌：五條真由美
『ひとりでできるもん!』
NHK ひとりでできるもん! どこでもクッキング
2004年7月21日（コロムビアミュージックエンタテインメント）※現・日本コロムビア。以下同様。
- はんじゅくコロンブス（オープニング主題歌）
作詞：桑原永江 / 作曲・編曲：池毅

『Xenosaga THE ANIMATION』
Xenosaga THE ANIMATION Original Soundtrack
2005年3月23日（コロムビアミュージックエンタテインメント）
- in this serenity（エンディング主題歌）
作詞：Roland Lennox / 作曲・編曲：山下康介

『冒険王ビィト』
ミュージックアルバム 冒険王ビィト
2005年6月22日（コロムビアミュージックエンタテインメント）
- HERO
作詞：柚木美祐 / 作曲・編曲：高木洋
- Eternal Wing
作詞：YOFFY（サイキックラバー） / 作曲：高木洋 / 編曲：大石憲一郎

『魔法戦隊マジレンジャー』
マジカルコンプリートソングス 魔法戦隊マジレンジャー全曲集
2005年12月21日（コロムビアミュージックエンタテインメント）
- 永遠に…
作詞：岩里祐穂 / 作曲・編曲：山下康介

『スクールランブル二学期』
裏スクールランブル二学期 メガネの聖戦!
2006年12月22日（マーベラスエンターテイメント）
- Love&Peace
作詞・作曲・編曲：unicorn table

『炎神戦隊ゴーオンジャー』
炎神戦隊ゴーオンジャー全曲集 ソンググランプリ
2009年01月14日（コロムビアミュージックエンタテインメント） 
- 「テイクオフ！ゴーオンウイングス」　炎神戦隊ゴーオンジャー 挿入歌
作詞：マイクスギヤマ / 作曲：大橋恵 / 編曲：Project.R（大石憲一郎、大橋恵） / 歌：Project.R（谷本貴義、五條真由美、大石憲一郎）

『聖剣の刀鍛冶』
JUSTICE of LIGHT
2009年11月18日（コロムビアミュージックエンタテインメント）
- JUSTICE of LIGHT（オープニング主題歌）
作詞 - 森由里子 / 作曲 - 岩崎貴文 / 編曲 - 新井理生

『夢色パティシエール』
夢にエール!パティシエール♪/いちごのミラクルール
2010年1月20日（コロムビアミュージックエンタテインメント）
- 夢にエール!パティシエール♪（オープニング主題歌）
作詞 - 青木久美子 / 作曲・編曲 - 渡部チェル / プロデュース - 青木定治

『天装戦隊ゴセイジャー』
天装戦隊ゴセイジャー ミニアルバム
2010年4月28日（コロムビアミュージックエンタテインメント）
- 「☆Fight☆」 天装戦隊ゴセイジャー 挿入歌
作詞：マイクスギヤマ / 作曲、編曲：岩崎貴文 / 歌：五條真由美（Project.R）

『夢色パティシエールSP（スペシャル）プロフェッショナル』
テレビアニメ「夢色パティシエールSP プロフェッショナル」主題歌
2010年10月27日（日本コロムビア）
- Sweet Romance（オープニング主題歌）
作詞 - 藤林聖子 / 作曲 - 岩崎貴文 / 編曲 - 新井理生

『ジュエルペット サンシャイン』
GO!GO!サンシャイン
2011年6月22日（日本コロムビア）
- 「GO!GO!サンシャイン」（オープニング主題歌）
作詞・作曲 - 岩崎貴文 / 編曲 - 亀山耕一郎

『ケロロ 〜keroro〜』
ケロロ☆ポップスター
2014年06月18日（日本コロムビア）
- 「ケロロ☆ポップスター」（オープニング主題歌）
作詞 - 吉崎観音、松浦勇気 / 作曲 - 松浦勇気 / 編曲 - R・O・N

『おそ松さん』
2020年10月26日
- 「マジック天使 マジヘライッチー」 挿入歌
作詞・作曲 - 橋本由香利

『機界戦隊ゼンカイジャー』
ミニアルバム 機界戦隊ゼンカイジャー(1)
2021年05月19日（日本コロムビア）
- 「コンビネイション！ブルマジーン」 機界戦隊ゼンカイジャー 挿入歌
作詞 - マイクスギヤマ / 作曲・編曲 - 大石憲一郎 / 歌 - サイキックラバー、五條真由美

### コーラス参加
- Legend is Born（歌：加藤和樹）
- Rush!!ウルトラフロンティア!!（歌：竹内浩明）
- Go ahead!（歌：高橋秀幸）

### クワイア参加
- ゲーム『青空アンダーガールズ!』楽曲
  - わがままプリンセス
  - 恋のカトレア通り
  - あの素晴らしい夢をもう一度
  - Melty:Sensation
  - Lip & Candy
  - ノンストップドライブ!

### コンピレーション
YAMASA 40TH ANNIVERSARY TRACKS
2007年12月5日（YAMASA)
- Space Horizon featuring Mayumi Gojo（エム771/BIG BONUSより）

WITCHMASTER START UP TRACKS
2013年12月29日（YAMASA）
- Dear my Friends

### オリジナルアルバム
Iridescent
2005年9月10日（インディーズ）
Iridescent+
2007年9月27日（マーベラスエンターテイメント）
1. Birth
2. ワケあり
3. 願い月 (*)
4. In My Way (*)
5. 6年ぶり
6. セピアブルー
7. Rainbow 〜ヨリミチニムチュウ〜
8. ジョアン
9. 青が目に沁みる
10. Private Smile
11. 35℃ (*)
12. DIAMONDS
13. 赤い花

- (*)は『Iridescent+』での追加曲

Trilogy
2011年9月28日（日本コロムビア）
1. DANZEN! ふたりはプリキュア Ver. Max Heart
2. ワンダー☆ウィンター☆ヤッター!!
3. 魔法でチョイ2
4. GO! GO! サンシャイン
5. 夢にエール! パティシエール♪
6. Sweet Romance
7. 朝色の向こう
8. 棘ノ森
9. Elpis －エルピス－
10. 青空の果てへ
11. JUSTICE of LIGHT
12. Eternal Wing
13. in this serenity

## 出演

### アニメ
- も〜っと！おジャ魔女どれみ 〜カエル石のひみつ〜（マユリ）
- ふたりはプリキュア Max Heart（高原の客〈12話〉）

### Webラジオ
- ラジオ！転寝日和 -うたたねびより-
武石あゆ実とのコンビにて2007年11月29日 - 2009年9月24日まで放送。
- ラジオ！転寝日和Neo
2009年10月8日（木）から、「ラジオ！転寝日和Neo」となり、メインパーソナリティの五條に加え、新たにうちやえゆかが登場。
  - 2009年12月5日にオメガ東京において2回目の公開収録を行った。（転寝日和Neoとしては1回目）
  - 2010年7月15日にUSTREAM SHIBUYA STUDIOでラジオ！転寝日和Neoユーストリームスペシャルの初の生放送
  - 2010年4月5日より、谷本貴義と共に五條・谷本のANIMEX RADIO!!のメインパーソナリティを担当。
  - 2010年9月9日に俳優声優養成所　松涛アクターズギムナジウム内のスタジオでラジオ！転寝日和Neoユーストリームスペシャル　第2弾
  - 2010年10月7日にUSTREAM SHIBUYA STUDIOでラジオ！転寝日和Neoユーストリームスペシャル第3弾
  - 2010年11月5日にハイパー　ボイス　ボーカル　スタジオでラジオ！転寝日和Neoユーストリームスペシャル第4弾

### テレビ
- クイズ!脳ベルSHOW （BSフジ） - 2022年7月6日 - 7月8日

## ライブ

### 合同ライブ
| 出演日              | タイトル                            | 会場           |
| ------------------- | ----------------------------------- | -------------- |
| 2023年10月21日      | ひろがるスカイ!プリキュアLIVE2023   | パシフィコ横浜 |
| 2024年1月20日・21日 | 全プリキュア 20th Anniversary LIVE! | 横浜アリーナ   |